# Coupe du monde de VTT 2013
Navigation
2012 2014
La Coupe du monde de VTT 2013 est la 23e édition de la Coupe du monde de VTT. Cette édition comprend trois disciplines : cross-country, cross-country eliminator (XCE) et descente. Le XCE comporte 5 manches, le cross-country et la descente comportent 6 manches. C'est 2 manches de plus pour le XCE, et une de moins pour le cross-country et la descente que lors de la coupe du monde de VTT 2012.

## Cross-country

### Hommes

#### Élites
La première manche à Albstadt commence avec une minute de silence en mémoire de Burry Stander et Iñaki Lejarreta, tous deux renversés par des voitures lors d'un entrainement sur route,.
| # | Date         | Lieu             | Vainqueur        | Deuxième             | Troisième        | Leader du général              |
| - | ------------ | ---------------- | ---------------- | -------------------- | ---------------- | ------------------------------ |
| 1 | 19 mai       | Albstadt,        | Daniel McConnell | Sergio Mantecón      | Jaroslav Kulhavý | Daniel McConnell               |
| 1 | 19 mai       | Albstadt,        | 1 h 42 min 36 s  | + 2 s                | + 13 s           | Daniel McConnell               |
| 2 | 26 mai       | Nove mesto,      | Nino Schurter    | Julien Absalon       | Lukas Flückiger  | Nino Schurter Daniel McConnell |
| 2 | 26 mai       | Nove mesto,      | 1 h 39 min 33 s  | + 3 s                | + 45 s           | Nino Schurter Daniel McConnell |
| 3 | 15 juin      | Val di Sole,     | Nino Schurter    | Julien Absalon       | Jaroslav Kulhavý | Nino Schurter                  |
| 3 | 15 juin      | Val di Sole,     | 1 h 32 min 47 s  | + 3 s                | + 1 min 57 s     | Nino Schurter                  |
| 4 | 27 juillet   | Vallnord         | Nino Schurter    | Ondřej Cink          | Stéphane Tempier | Nino Schurter                  |
| 4 | 27 juillet   | Vallnord         | 1 h 27 min 07 s  | + 6 s                | + 11 s           | Nino Schurter                  |
| 5 | 10 août      | Mont-Sainte-Anne | Julien Absalon   | José Antonio Hermida | Nino Schurter    | Nino Schurter                  |
| 5 | 10 août      | Mont-Sainte-Anne | 1 h 28 min 17 s  | + 1 min 04 s         | + 1 min 40 s     | Nino Schurter                  |
| 6 | 14 septembre | Hafjell          | Jaroslav Kulhavý | Nino Schurter        | Manuel Fumic     | Nino Schurter                  |
| 6 | 14 septembre | Hafjell          | 1 h 36 min 19 s  | + 7 s                | + 1 min 34 s     | Nino Schurter                  |

| Pos | Cycliste              | Pts  |
| --- | --------------------- | ---- |
| 1.  | Nino Schurter         | 1180 |
| 2.  | Daniel McConnell      | 800  |
| 3.  | Julien Absalon        | 760  |
| 4.  | Jaroslav Kulhavý      | 736  |
| 5.  | Ondřej Cink           | 705  |
| 6.  | Mathias Flückiger     | 643  |
| 7.  | Marco Aurelio Fontana | 616  |
| 8.  | Fabian Giger          | 555  |
| 9.  | Maxime Marotte        | 551  |
| 10. | José Antonio Hermida  | 542  |

#### Espoirs
| # | Date       | Lieu        | Vainqueur              | Deuxième               | Troisième               | Leader du général      |
| - | ---------- | ----------- | ---------------------- | ---------------------- | ----------------------- | ---------------------- |
| 1 | 18 mai     | Albstadt    | Markus Schulte-Luenzum | Jens Schuermans        | Michiel van der Heijden | Markus Schulte-Luenzum |
| 2 | 25 mai     | Nove mesto  | Jens Schuermans        | Reto Indergand         | Michiel van der Heijden | Jens Schuermans        |
| 3 | 15 juin    | Val di Sole | Markus Schulte-Luenzum | Daniele Braidot        | Nicholas Pettinà        | Markus Schulte-Luenzum |
| 4 | 27 juillet | Vallnord    | Hugo Dréchou           | Markus Schulte-Luenzum | Jordan Sarrou           | Markus Schulte-Luenzum |
| 5 | 10 août    | Mt Ste-Anne | Anton Cooper           | Julian Schelb          | Reto Indergand          | Markus Schulte-Luenzum |
| 6 | 14 sep.    | Hafjell     | Jordan Sarrou          | Anton Cooper           | Michiel van der Heijden | Markus Schulte-Luenzum |

| Pos | Coureur                 | Pts |
| --- | ----------------------- | --- |
| 1   | Markus Schulte-Luenzum  | 310 |
| 2   | Hugo Dréchou            | 251 |
| 3   | Michiel van der Heijden | 251 |
| 4   | Reto Indergand          | 246 |
| 5   | Jordan Sarrou           | 235 |

#### Juniors
| # | Date         | Lieu             | Vainqueur      | Deuxième         | Troisième            |
| - | ------------ | ---------------- | -------------- | ---------------- | -------------------- |
| 1 | 19 mai       | Albstadt         | Raphaël Gay    | Philipp Bertsch  | Neilo Perrin-Ganier  |
| 2 | 25 mai       | Nove mesto       | Raphaël Gay    | Romain Boutet    | Lukas Baum           |
| 3 | 15 juin      | Val di Sole      | Samuel Gaze    | Gioele Bertolini | Jan Vastl            |
| 4 | 27 juillet   | Vallnord         | Jan Vastl      | Samuel Gaze      | Gioele Bertolini     |
| 5 | 10 août      | Mont-Sainte-Anne | Peter Disera   | Lucas Newcomb    | Marc-André Fortier   |
| 6 | 14 septembre | Hafjell          | Sebastian Fini | Jan Vastl        | Erik Sverdrup Augdal |

### Femmes

#### Élites
Résultats
| # | Date         | Lieu             | Vainqueur        | Deuxième          | Troisième         | Leader du général              |
| - | ------------ | ---------------- | ---------------- | ----------------- | ----------------- | ------------------------------ |
| 1 | 19 mai       | Albstadt         | Eva Lechner      | Maja Włoszczowska | Katrin Leumann    | Eva Lechner                    |
| 2 | 26 mai       | Nove mesto       | Tanja Žakelj     | Maja Włoszczowska | Catharine Pendrel | Maja Włoszczowska Tanja Žakelj |
| 3 | 15 juin      | Val di Sole      | Tanja Žakelj     | Kateřina Nash     | Emily Batty       | Tanja Žakelj                   |
| 4 | 27 juillet   | Vallnord         | Sabine Spitz     | Kateřina Nash     | Eva Lechner       | Tanja Žakelj                   |
| 5 | 10 août      | Mont Sainte-Anne | Kateřina Nash    | Maja Włoszczowska | Tanja Žakelj      | Tanja Žakelj                   |
| 6 | 14 septembre | Hafjell          | Irina Kalentieva | Eva Lechner       | Julie Bresset     | Tanja Žakelj                   |

| Pos | Coureuse          | Pts  |
| --- | ----------------- | ---- |
| 1   | Tanja Žakelj      | 1080 |
| 2   | Eva Lechner       | 960  |
| 3   | Kateřina Nash     | 955  |
| 4   | Maja Włoszczowska | 890  |
| 5   | Alexandra Engen   | 680  |
| 6   | Jolanda Neff      | 606  |
| 7   | Catharine Pendrel | 605  |
| 8   | Katrin Leumann    | 600  |
| 9   | Gunn-Rita Dahle   | 589  |
| 10  | Lea Davison       | 582  |

#### Espoirs
Résultats
| # | Date         | Lieu             | Vainqueur         | Deuxième          | Troisième         | Leader du général |
| - | ------------ | ---------------- | ----------------- | ----------------- | ----------------- | ----------------- |
| 1 | 18 mai       | Albstadt         | Rebecca Henderson | Jenny Rissveds    | Yana Belomoyna    | Rebecca Henderson |
| 2 | 25 mai       | Nove Mesto       | Andrea Waldis     | Rebecca Henderson | Yana Belomoyna    | Rebecca Henderson |
| 3 | 15 juin      | Val di Sole      | Yana Belomoyna    | Rebecca Henderson | Andrea Waldis     | Rebecca Henderson |
| 4 | 27 juillet   | Vallnord         | Yana Belomoyna    | Rebecca Henderson | Andrea Waldis     | Rebecca Henderson |
| 5 | 10 août      | Mont-Sainte-Anne | Rebecca Henderson | Jenny Rissveds    | Helen Grobert     | Rebecca Henderson |
| 6 | 14 septembre | Hafjell          | Andrea Waldis     | Linda Indergand   | Rebecca Henderson | Rebecca Henderson |

Classement général
| Pos | Coureuse          | Pts |
| --- | ----------------- | --- |
| 1   | Rebecca Henderson | 440 |
| 2   | Yana Belomoyna    | 410 |
| 3   | Andrea Waldis     | 320 |
| 4   | Helen Grobert     | 270 |
| 5   | Jenny Rissveds    | 255 |

#### Juniors
Résultats
| # | Date         | Lieu             | Vainqueur         | Deuxième            | Troisième        |
| - | ------------ | ---------------- | ----------------- | ------------------- | ---------------- |
| 1 | 18 mai       | Albstadt         | Greta Weithaler   | Malene Degn         | Kate Courtney    |
| 2 | 25 mai       | Nove mesto       | Greta Weithaler   | Malene Degn         | Sofia Wiedenroth |
| 3 | 15 juin      | Val di Sole      | Olga Terentyeva   | Émilie Collomb      | Greta Weithaler  |
| 4 | 27 juillet   | Vallnord         | Alessandra Keller | Émilie Collomb      | Audrey Menut     |
| 5 | 10 août      | Mont-Sainte-Anne | Kate Courtney     | Dina Gordiuk        | Rachel Pageau    |
| 6 | 14 septembre | Hafjell          | Malene Degn       | Meda Petrusauskaite | Sofia Wiedenroth |

## Descente

### Hommes
Résultats
| # | Date         | Lieu             | Vainqueur    | Deuxième        | Troisième        | Leader du général |
| - | ------------ | ---------------- | ------------ | --------------- | ---------------- | ----------------- |
| 1 | 9 juin       | Fort William     | Gee Atherton | Brook MacDonald | Steve Smith      | Gee Atherton      |
| 2 | 16 juin      | Val di Sole      | Gee Atherton | Steve Smith     | Greg Minnaar     | Gee Atherton      |
| 3 | 28 juillet   | Vallnord         | Rémi Thirion | Gee Atherton    | Samuel Hill      | Gee Atherton      |
| 4 | 11 août      | Mont-Sainte-Anne | Steve Smith  | Gee Atherton    | Samuel Hill      | Gee Atherton      |
| 5 | 15 septembre | Hafjell          | Steve Smith  | Danny Hart      | Andrew Neethling | Gee Atherton      |
| 6 | 22 septembre | Leogang          | Steve Smith  | Loïc Bruni      | Michael Hannah   | Steve Smith       |

Classement général
| Pos | Coureur           | Pts  |
| --- | ----------------- | ---- |
| 1   | Steve Smith       | 1199 |
| 2   | Gee Atherton      | 1121 |
| 3   | Greg Minnaar      | 673  |
| 4   | Loïc Bruni        | 671  |
| 5   | Samuel Blenkinsop | 654  |

### Femmes
Résultats
| # | Date         | Lieu             | Vainqueur       | Deuxième        | Troisième       | Leader du général |
| - | ------------ | ---------------- | --------------- | --------------- | --------------- | ----------------- |
| 1 | 9 juin       | Fort William     | Rachel Atherton | Manon Carpenter | Emmeline Ragot  | Rachel Atherton   |
| 2 | 16 juin      | Val di Sole      | Rachel Atherton | Emmeline Ragot  | Floriane Pugin  | Rachel Atherton   |
| 3 | 28 juillet   | Vallnord         | Rachel Atherton | Manon Carpenter | Myriam Nicole   | Rachel Atherton   |
| 4 | 11 août      | Mont-Sainte-Anne | Emmeline Ragot  | Manon Carpenter | Floriane Pugin  | Rachel Atherton   |
| 5 | 15 septembre | Hafjell          | Rachel Atherton | Manon Carpenter | Myriam Nicole   | Rachel Atherton   |
| 6 | 22 septembre | Leogang          | Emmeline Ragot  | Rachel Atherton | Manon Carpenter | Rachel Atherton   |

Classement général
| Pos | Coureuse        | Pts  |
| --- | --------------- | ---- |
| 1   | Rachel Atherton | 1295 |
| 2   | Emmeline Ragot  | 1165 |
| 3   | Manon Carpenter | 1045 |
| 4   | Myriam Nicole   | 807  |
| 5   | Morgane Charre  | 747  |

## Cross-country eliminator (XCE)

### Hommes
Résultats
| # | Date         | Lieu        | Vainqueur         | Deuxième            | Troisième             |
| - | ------------ | ----------- | ----------------- | ------------------- | --------------------- |
| 1 | 17 mai       | Albstadt    | Daniel Federspiel | Thomas Litscher     | Miha Halzer           |
| 2 | 24 mai       | Nove mesto  | Kenta Gallagher   | Christian Pfäffle   | Simon Gegenheimer     |
| 3 | 13 juin      | Val di Sole | Daniel Federspiel | Miha Halzer         | Simon Gegenheimer     |
| 4 | 25 juillet   | Vallnord    | Fabrice Mels      | Catriel Andrés Soto | Titouan Perrin-Ganier |
| 5 | 12 septembre | Hafjell     | Simon Gegenheimer | Matthias Wengelin   | Catriel Andrés Soto   |

Classement général
| Pos | Coureur             | Pts |
| --- | ------------------- | --- |
| 1   | Daniel Federspiel   | 183 |
| 2   | Simon Gegenheimer   | 159 |
| 3   | Fabrice Mels        | 106 |
| 4   | Miha Halzer         | 95  |
| 5   | Catriel Andrés Soto | 86  |

### Femmes
Résultats
| # | Date         | Lieu        | Vainqueur          | Deuxième           | Troisième       |
| - | ------------ | ----------- | ------------------ | ------------------ | --------------- |
| 1 | 17 mai       | Albstadt    | Alexandra Engen    | Kathrin Stirnemann | Nadine Rieder   |
| 2 | 24 mai       | Nove mesto  | Jenny Rissveds     | Kathrin Stirnemann | Alexandra Engen |
| 3 | 13 juin      | Val di Sole | Alexandra Engen    | Kathrin Stirnemann | Linda Indergand |
| 4 | 25 juillet   | Vallnord    | Kathrin Stirnemann | Alexandra Engen    | Jenny Rissveds  |
| 5 | 12 septembre | Hafjell     | Jenny Rissveds     | Eva Lechner        | Alexandra Engen |

Classement général
| Pos | Coureuse           | Pts |
| --- | ------------------ | --- |
| 1   | Alexandra Engen    | 220 |
| 2   | Kathrin Stirnemann | 205 |
| 3   | Jenny Rissveds     | 170 |
| 4   | Jolanda Neff       | 96  |
| 5   | Linda Indergand    | 84  |